# Luca Dal Fabbro (dirigente d'azienda)
Luca Dal Fabbro (Milano, 8 febbraio 1966) è un ingegnere e dirigente d'azienda italiano, Presidente di Iren S.p.A. da giugno 2022.

## Biografia

### Formazione
Luca Dal Fabbro si è laureato a pieni voti in Ingegneria Chimica presso l’Università La Sapienza di Roma e ha conseguito un Master in Politica Internazionale presso ULB al Centre des Etudes Internationales et Strategiques di Bruxelles. Nel 2011 ha completato l’Advance Management Program del MIT Sloan School of Management.

### Carriera
Svolge le prime esperienze professionali nei ruoli di Value Engineer, Business Developer e Direttore Marketing presso Procter & Gamble, CTIP, PriceWaterhouse Coopers, Tenaris Group, Enron Capital & Trade. Nel 2001 entra in Enel per ricopre incarichi di crescente responsabilità, fino a diventare nel 2004 Amministratore Delegato di Enel Energia. Dal 2009 al 2011 è in E.ON Italia, prima come Amministratore Delegato di E.ON Energia per poi essere promosso Amministratore Delegato  di E.ON Italia.
Nel 2014 è Presidente di Electro Power System, conducendo la società verso la quotazione in Borsa Euronext a Parigi. Consigliere di Amministrazione di Terna dal 2014 al 2019, al contempo è prima Amministratore Delegato di GRT Group a Losanna, poi Presidente di Tamini Trasformatori e infine Consigliere di Amministrazione di Buzzi Unicem.
Nel 2018 Luca Dal Fabbro è stato nominato Presidente di Snam per poi divenire Presidente Esecutivo di Renovit e Amministratore Delegato di INSO, dove ha rilanciato l’azienda traghettandola dall’amministrazione straordinaria verso la vendita al gruppo Fincantieri. Unico italiano ad essere stato sia nel board di Terna che di Snam, i due gestori di reti energetiche italiani.
Da giugno 2022 è Presidente di Iren S.p.A. e dal luglio 2023 è anche fondatore e Managing Partner del fondo Xenon Fidec dedicato all’ambiente e all’economia circolare.
Luca Dal Fabbro ha ricoperto o ricopre attualmente anche i seguenti incarichi:
- Dal 1997 al 1998 Coordinatore Analisi Gruppo Sud Est Asia dell’Istituto Affari Internazionali
- È stato Coordinatore del Desk Far East dell’Istituto Affari Internazionali[3]
- Vicepresidente di AssoESCo[3]
- Per Aiget è stato Vicepresidente con delega energia elettrica (un mandato) e Vicepresidente con delega gas (un mandato)[4]
- Dal 2010 al 2011 Membro direttivo di Confindustria Assoelettrica, Associazione Energia di Confindustria[2]
- Dal 2011 al 2015 Membro del Consiglio Direttivo di Assofranchising[2]
- È stato Membro del Consiglio Confindustria Brescia[2]
- Dal 2015 è Adjunct Professor presso l’Università Luiss[5]
- Da maggio 2018 è Vicepresidente di Circular Economy Network[6]
- Da dicembre 2020 è Presidente di ESG European Institute[7]
- Dal 2022 è nel board di Aspen Italia
- Da settembre 2022 a luglio 2025 è stato Vice Presidente di Utilitalia[4]
- Da settembre 2022 è Board Member di ISPI - Istituto per gli Studi di Politica Internazionale[8]
- Da dicembre 2023 è Vice Presidente di Elettricità Futura associazione della Confindustria
- Da luglio 2025 è Presidente di Utilitalia[9]

## Riconoscimenti
- Nel 2012 è stato premiato come “Talento Italiano dell’anno” da parte del Forum della Meritocrazia[10];
- Nel 2023 è stato insignito del premio Manager Utilities “Andrea Gilardoni" per il settore Servizi Pubblici Locali[11].

## Pubblicazioni
- Luca Dal Fabbro, L’economia del girotondo. Dalla plastica ai satelliti: il futuro è dei rifiuti, Tecniche Nuove, 2017, ISBN 9788848136631.
- Luca Dal Fabbro, ESG. La misurazione della sostenibilità, Rubbettino, 2022, ISBN 9788849872118.
- Luca Dal Fabbro, Proteggere il futuro, Sicurezza energetica, resilienza economica e ambientale nell’era delle tre transizioni globali, Rubbettino, 2025, ISBN 8849885202.